# Oxymacaria
Oxymacaria är ett släkte av fjärilar. Oxymacaria ingår i familjen mätare.

## Bildgalleri

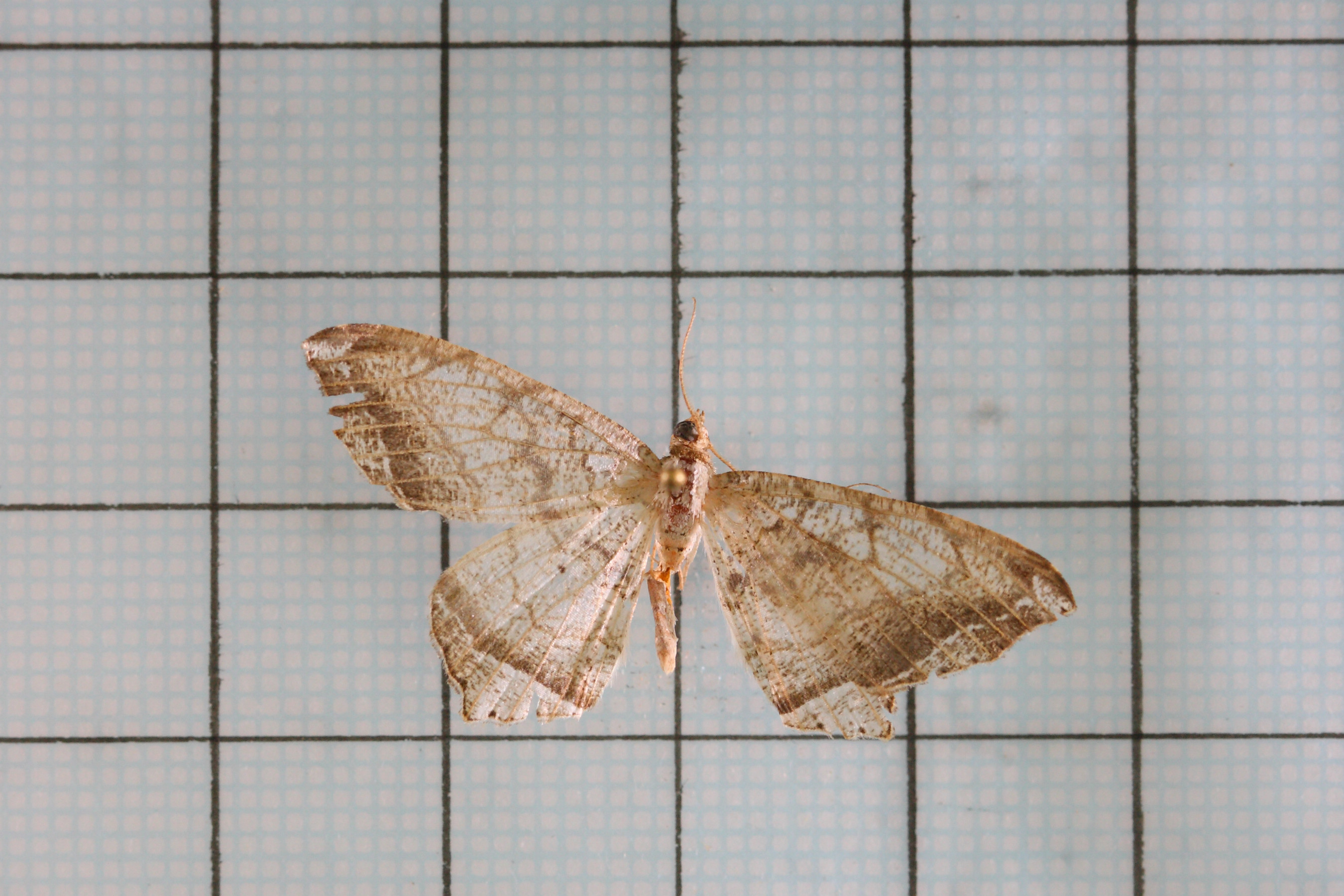

## Dottertaxa tillOxymacaria, i alfabetisk ordning[1]
- Oxymacaria apamaria
- Oxymacaria aquilaria
- Oxymacaria australiaria
- Oxymacaria ceylonica
- Oxymacaria chionomera
- Oxymacaria comptata
- Oxymacaria cremnodes
- Oxymacaria ekeikei
- Oxymacaria frontaria
- Oxymacaria fusca
- Oxymacaria genialis
- Oxymacaria glareosa
- Oxymacaria goniota
- Oxymacaria gratiosa
- Oxymacaria heterogyna
- Oxymacaria hypomochla
- Oxymacaria infixaria
- Oxymacaria insularis
- Oxymacaria margaritis
- Oxymacaria mesombrata
- Oxymacaria ochracea
- Oxymacaria ochreata
- Oxymacaria odontias
- Oxymacaria palliata
- Oxymacaria panagraria
- Oxymacaria pectinata
- Oxymacaria persimilis
- Oxymacaria porrectaria
- Oxymacaria pycnochroa
- Oxymacaria remotaria
- Oxymacaria retinodes
- Oxymacaria tephrinata
- Oxymacaria tessellata